# Aznakayevo
Aznakayevo (em russo:  Азнака́ево; em tártaro:  Азнакай) é uma cidade e município do Tartaristão, Rússia. Está situada às margens do rio Styarlya (afluente da margem esquerda do Ik), 376 km a sudeste de Kazan. É a sede do distrito de Aznakayevsky.